# Нунес, Фелипе
Фелипе де Араужо Нунес (порт. Felipe de Araujo Nunes; 2 марта 1981, Порту-Алегри, Риу-Гранди-ду-Сул) — бразильский футболист, нападающий и полузащитник.

## Биография
Воспитанник клуба «Гремио» из Порту-Алегри. В первой половине карьеры играл за небольшие бразильские клубы в низших лигах и региональных соревнованиях.
В 2008 году перешёл в клуб «Нымме Калью» (Таллин), проводивший дебютный сезон в высшем дивизионе Эстонии, тренером в это время был бразилец Жетулио Фредо. Первый матч за клуб в чемпионате игрок провёл 8 марта 2008 года против «Флоры», а первый гол забил во второй игре — 15 марта в ворота «Калева Силламяэ». Всего в первом сезоне забил 17 голов, заняв четвёртое место среди бомбардиров чемпионата, а в своём клубе стал вторым после лучшего бомбардира лиги Ингемара Теэвера (23), «Нымме Калью» в дебютном сезоне смог занять четвёртое место. На следующий сезон бразилец с 20 голами стал вторым бомбардиром чемпионата и лучшим снайпером своего клуба, а также вместе с клубом вышел в финал Кубка Эстонии. В начале сезона 2010 года конфликтовал с тренерским штабом «Нымме Калью» из-за того, что поздно вернулся из Бразилии, был в плохой спортивной форме и потерял мотивацию.
В июле 2010 года перешёл в таллинскую «Левадию», с которой стал серебряным призёром чемпионата Эстонии. По окончании сезона объявил о завершении карьеры и вернулся в Бразилию, там стал владельцем паба и играл на любительском уровне в пляжный футбол. Отказывался от предложений от боливийского и катарского клуба. Однако летом 2014 года возобновил карьеру и вернулся в «Нымме Калью», где выступал ещё полсезона.
Всего в высшей лиге Эстонии сыграл 105 матчей и забил 55 голов. Дважды забивал по 4 гола за матч — в 2009 году в ворота «Таммеки» и в 2014 году в ворота «Локомотива» (Йыхви), ещё дважды делал хет-трики. В еврокубках сыграл 7 матчей и забил один гол.

## Достижения
- Серебряный призёр чемпионата Эстонии: 2010
- Финалист Кубка Эстонии: 2008/09